# Germandat del Cinema
La Germandat del Cinema va ser una institució cinematogràfica de caràcter assistencial constituïda a Barcelona el 1932. L'any anterior ja s'havia creat el Montepío Cinematográfico, que es capitalitzà amb l'organització del Dia del Cinema, i que en el marc de la nova política cinematogràfica impulsada per la Generalitat republicana es transformà en Germandat Mútua del Cinema de Previsió Social.
La primera junta social fou presidida per l'empresari Josep Maria Bosch. Uns estatuts redactats en català i degudament aprovats per la Generalitat de Catalunya en deixaren ben clara la voluntat assistencial, que nodrí les seves caixes amb les quotes dels associats, a banda de les aportacions voluntàries i els beneficis que deixaven les festes socials, amb el Dia del Cinema, el primer dels quals se celebrà a Barcelona al juny de 1932.
A partir del juliol de 1936, el poder dels sindicats s'enfortí considerablement i aparegué un Sindicat Únic d'Espectacles Públics. La Germandat del Cinema continuà actuant malgrat que els negocis cinematogràfics sofriren una davallada i activitats com el Dia del Cinema quedaren suspeses. Després de la Guerra Civil Espanyola, la institució subsistí amb dificultats.
No fou fins al 1945, quan s'acabà la Segona Guerra Mundial, que visqué una certa tranquil·litat i es transformà en Hermandad del Cinema, inscrita en el Registre d'Entitats Mutuals de la Direcció General de Previsió, a través de la Federació de Mutualitats de Catalunya. Alguns anys abans, la Germandat ja havia reprès la celebració del Dia del Cinema i instituí el premi a la Constància per als professionals amb vint-i-cinc anys de dedicació en el ram cinematogràfic. També ampliaren el radi d'acció en altres llocs, per exemple, amb els cinematografistes valencians.
Havent-se recuperat el nom i aprofitant la restauració de la democràcia, continuà les seves activitats fins que el 1983 celebrà el cinquantenari sota la presidència de l'empresari Albert Hebrera.
El 1998, la societat, presidida per Oriol Bassa, es va dissoldre.

## Fons
El fons de la institució es conserva a la Filmoteca de Catalunya. Aquest consta de les actes de la Junta Directiva, de la correspondència interna de l'entitat, així com del material gràfic procedent dels actes festius i socials que van organitzar.
La dinàmica de la Germandat pot seguir-se a través dels llibres d'actes, que informen regularment dels acords presos per reunida en sessions mensuals i també en sessions d'extraordinàries.